# Raissa Khan-Panni
Raissa Khan-Panni (* 1976) ist eine englische Sängerin.

## Werdegang
Raissa Khan-Panni wuchs in South London auf. Sie studierte für vier Jahre Musik in Bristol. Ihr erstes Album erschien 1996 unter dem Namen Raissa. Mit dem Material des Albums tourte sie als Vorgruppe von Suede und absolvierte Auftritte in unter anderem The Big Breakfast auf Channel 4 und VH1. Ihre Single Walk Right Through aus dem Jahr 1999 erreichte Platz 76 der britischen Singlecharts, ihre Single How Long Do I Get aus dem Jahre 2000 Platz 47. Mit LHB trat Raissa 2002 im Vorprogramm von Kylie Minogue auf. Von 2005 bis 2009 sang sie mit der Band The Mummers aus Bristol.

## Diskografie

### Alben
- 1996: Sleeping Bugs (Big Cat)
- 1997: Meantime (Polydor)
- 1999: Believer (Polydor)
- 2009: The Mummers: Tale to Tell (Republic of Music / Universal)

### EPs
- 2011: The Mummers: Mink Hollow Road (Big Bass Drum)

### Singles
- 1995: Worm
- 1996: Your Summertime (Polydor), als Doppel-CD 1997
- 1996: Green as Sea (Polydor)
- 1998: Dobie featuring Raissa: Coming Up for Air (Pussyfoot)
- 1999: Walk Right Through (Polydor)
- 2000: How Long Do I Get? (Polydor)